# Герб Аглонского края
Герб А́глонского края — официальный символ Аглонского края, одного из краёв Латвии. Утверждён 30 августа 2012 года.

## Описание и символика
В лазурном поле ромбообразный серебряный тройных окончаний крест лилий, соединённый с косым крестом лилий; ниже окончаний перекладин кресты объединены вогнутыми нитевыми элементами.
Стилизованный крест напоминает центральный крест башни аглонской базилики, символизируя духовный центр (аглонская базилика — главный храм католиков Латвии; в отличие от большинства латышей — лютеран, многие латгалы — католики). Также четыре стороны креста символизируют четыре волости края: Аглонскую, Шкелтовскую, Граверскую и Кастулинскую. Лилии символизируют Аглону как трон Богородицы. Лазурный цвет символизирует воды Латгалии.
Автор эталона Марис Румакс.

## История
С 1 по 20 июля 2010 года Советом Аглонского края был проведён открытый конкурс по созданию герба края. 30 ноября 2010 года решением №35 Совет края отобрал для дальнейшего рассмотрения 7 проектов герба, один из которых планировалось утвердить и направить в Государственную геральдическую комиссию. Однако ни один эскиз не был признан годным для дальнейшей разработки, поэтому 29 марта 2012 года решением Совета утверждена концепция серебряного креста в лазурном поле. Дальнейшая разработка проекта продолжилась уже в Государственной геральдической комиссии: концепция одобрена 21 июня, окончательный рисунок представлен 15 августа. Герб утверждён Государственной геральдической комиссией 30 августа 2012 года и 6 сентября 2012 года на традиционнои празднике гербов самоуправлений, организованном Государственной комиссией по геральдике, президент страны А. Берзиньш вручил руководителю Аглонского края И. Рещенко краевой герб.